# Ernst-Günther Schenck
Pour les articles homonymes, voir Schenck.
Ernst-Günther Schenck, né le 3 octobre 1904 à Marbourg et mort le 21 décembre 1998 à Aix-la-Chapelle, est un médecin allemand entré en 1933 dans la SS où il atteint le grade de  Standartenführer.
Il est particulièrement connu en raison de sa présence dans le Führerbunker au moment de la mort de Hitler, dont il parle dans un ouvrage autobiographique qui a notamment influencé les livres de Uwe Bahnsen, de James O’Donnel et de Joachim Fest.

## Biographie

### Formation et débuts
Après ses études de médecine, Schenck entre dans la SS en 1933.

### Nutritionniste militaire au début de la Seconde Guerre mondiale
Au début de la Seconde Guerre mondiale, il travaille au camp de concentration de Dachau, où il crée une plantation d’herbes médicinales, destinée notamment à fournir des suppléments de vitamines aux troupes de la Waffen-SS. En 1940, il est nommé responsable de l’alimentation de la SS.
En 1943, il conçoit une saucisse à base de protéines, destinée aux unités de combat de la Waffen-SS : ce produit est testé sur 370 détenus du camp de concentration de Mauthausen, dont certains décèdent à la suite de l'expérience.
Schenck est également associé au développement d’une méthode holistique pour prévenir le cancer.

### Officier sur le front de l'est (1943)
Muté à sa demande sur le front de l'est au sein de la 1re division SS, Schenck y fait preuve de valeur au combat et est décoré de la croix de fer de seconde classe.

### Chirurgien militaire à Berlin (avril-mai 1945)
Il arrive à Berlin en avril 1945 dans le cadre de la retraite de l'armée allemande submergée par l'Armée rouge.
Il se porte volontaire pour travailler dans un poste médical d'urgence installé dans les ruines de la chancellerie, à proximité du Führerbunker. Malgré son absence d'expérience chirurgicale, le manque de matériel et les problèmes d'approvisionnement, il pratique une centaine d'opérations majeures. Durant ces interventions, il est conseillé par Werner Haase, un des médecins personnels de Hitler, plus expérimenté que Schenck, mais gravement affaibli par la tuberculose.
Après la mort de Hitler le 30 avril, dont il est informé par Haase le 1er mai, il fait partie d'un groupe d'officiers qui tentent une « sortie », mais qui est fait prisonnier par les Soviétiques. Les Allemands sont incarcérés, puis livrés au NKVD le 3 mai.

### L'après-guerre
En 1949, Schenck est condamné à mort, mais la sentence est commuée en 25 ans de prison. En fait, il est libéré en 1955 et rentre en Allemagne, dans ce qui est devenu la République fédérale allemande (Allemagne de l'ouest). Il fait partie d'un groupe de près de 600 prisonniers libérés. Arrivé au camp de transit de Friedland (Basse-Saxe), près de Göttingen, il prête un serment selon lequel il n'a commis aucun crime pendant la guerre.
Il entre dans la société pharmaceutique Chemie Grünenthal à Aix-la-Chapelle. Il travaille aussi comme expert nutritionniste pour les rapatriés ayant subi des dommages liés à la faim.
En 1963, une procédure est engagée contre lui à Munich en raison de son rôle dans la SS et il est condamné pour avoir utilisé des êtres humains comme animaux de laboratoire ; il est un des seuls médecins nazis à être interdit d'exercice de la médecine en République fédérale.

### Justifications concernant son rôle dans la SS
Lors de ses entretiens avec O'Donnel, parlant de sa période de chirurgien en 1945, Schenck ne peut pas citer un seul blessé qui ait survécu à ses opérations, ce qu'il attribue à son inexpérience et aux terribles conditions de travail.
Dans ses mémoires, Schenck résume son rôle au sein de la SS à celui d'un médecin qui n'est concerné que par l'amélioration de la nourriture des troupes et la lutte contre la famine. Mais cela est contredit par le procès de 1963.

## Publications
- Ich sah Berlin sterben; als Arzt in der Reichskanzelei, Herford, Nikolai, 1970[5] (J'ai vu Berlin mourir comme médecin dans la Chancellerie)
- Woina Plenni : 10 Jahre Gefangenschaft in sowjetischen Lagern (Prisonnier de guerre[6] : dix ans d'emprisonnement dans les camps soviétiques)
- Nie mehr nach Hause? : als Wissenschaftler, Sträfling und Arzt 10 Jahre in sowjetischen Gefangenen-, Arbeits- und Besserungslagern (Plus jamais à la maison ? Dix ans dans les camps soviétiques d'emprisonnement, de travail et de rééducation en tant que scientifique, prisonnier et médecin)
- Hypnos und Aesculap heimliche Aufzeichnungen eines Gefangenen in Sowjetrussland von 1945-1955 (??? d'un prisonnier en Russie soviétique de 1945 à 1955)

## Filmographie
- La Chute d'Oliver Hirschbiegel (2004), où Schenck est interprété par Christian Berkel.